# Districtul Bălți
Districtul Bălți (în rusă Бельцкий округ) a fost o unitate administrativ-teritorială a RSS Moldovenești, Uniunea Sovietică, creată în anul 1952. În componența districtului intrau 22 de raioane și 2 orașe de subordonare republicană - Soroca și Bălți, ultimul îndeplinind funcția de centru administrativ. Districtul era condus de sovietul local. La 15 iunie 1953 toate districtele din republică au fost abolite.

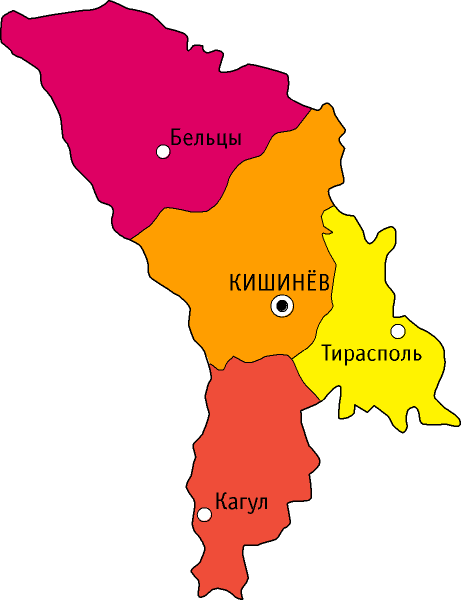
Harta districtelor RSSM. Districtul Bălți este colorat cu vișiniu

## Componență
- Raionul Bălți
- Raionul Balatina
- Raionul Brătușeni
- Raionul Briceni
- Raionul Camenca
- Raionul Chișcăreni
- Raionul Cotiujeni
- Raionul Drochia
- Raionul Edineț
- Raionul Fălești
- Raionul Florești
- Raionul Glodeni
- Raionul Lipcani
- Raionul Ocnița
- Raionul Otaci
- Raionul Rîșcani
- Raionul Sculeni
- Raionul Soroca
- Raionul Sîngerei
- Raionul Tîrnova
- Raionul Vertiujeni
- Raionul Zgurița
- orașul Bălți
- orașul Soroca